# Gornji Grad (gemeente)
Gornji Grad (Duits: Oberburg of Obernburg) is een gemeente in Slovenië in de Savinja-vallei en telde bij de volkstelling in 2002 2595 inwoners. Behalve Gornji Grad (eerste vermelding in 1140) behoren ook de plaatsen Nova Štifta en Bočna (eerste vermelding in 1231) tot de gemeente.
Circa 70% van de gemeente bestaat uit bos, hetgeen verklaart waarom de bosbouw en houtverwerkende industrie in Gornji Grad een belangrijke inkomstenbron is. Gornji Grad was in de 19e eeuw een kuuroord. Deze toerisme-traditie wordt tegenwoordig weer nieuw leven ingeblazen.
Marktrechten verkreeg Gornji Grad in 1349. In 1461 werd het eigendom van het bisdom van Ljubljana, die het hier gevestigde klooster in 1473 ophief. Het bisdom maakte er haar residentie van.

## Bezienswaardigheden
In Gornji Grad ligt een van de grootste kerken van het land, namelijk de tussen 1757 en 1763 gebouwde barokke kathedraal van HH. Hermagoras en Fortunatus. De kerk gaat terug tot 1140, toen de benedictijnen hier het een klooster stichtten. Eerst in de 18e eeuw werden de oorspronkelijke kerk en kloostergebouwen gesloopt en vervangen door de huidige gebouwen. Nova Štifta bezit een Franciscaans klooster en een 17e-eeuwse kerk van Maria-Tenhemelopneming.

## Plaatsen in de gemeente
Bočna, Dol, Florjan pri Gornjem Gradu, Gornji Grad, Lenart pri Gornjem Gradu, Šmiklavž, Tirosek
Bistrica ob Sotli · Braslovče · Celje · Dobje · Dobrna · Gornji Grad · Kozje · Laško · Ljubno · Luče · Mozirje · Nazarje · Podčetrtek · Polzela · Prebold · Radeče · Rečica ob Savinji · Rogaška Slatina · Rogatec · Šentjur pri Celju · Slovenske Konjice · Šmarje pri Jelšah · Šmartno ob Paki · Solčava · Šoštanj · Štore · Tabor · Velenje · Vitanje · Vojnik · Vransko · Žalec · Zreče
1. ↑  "Prebivalstvo po starosti in spolu, občine, Slovenija, polletno". Statistični urad Republike Slovenije. Geraadpleegd op 18 april 2021.